# Natalensia fulleri
Natalensia fulleri är en insektsart som beskrevs av Charles Kimberlin Brain 1915. Natalensia fulleri ingår i släktet Natalensia och familjen ullsköldlöss. Inga underarter finns listade i Catalogue of Life.